# Aino-Kaisa Pekonen
Aino-Kaisa Ilona Pekonen, född Hirviniemi 24 januari 1979 i Riihimäki, är en finländsk politiker (Vänsterförbundet). Mellan 2019 och 2021 var hon social- och hälsovårdsminister. Först i regeringen Rinne, och efter 10 december i regeringen Marin. Hon är ledamot av Finlands riksdag sedan 2011. Pekonen är närvårdare.
Pekonen blev omvald i riksdagsvalet 2015 med 5 487 röster från Tavastlands valkrets. Pekonen utsågs 2019 till social- och hälsovårdsminister. Hon delade på posten med Hanna Sarkkinen och tjänstgjorde de två första åren av regeringsperioden innan Sarkkinen tog över år 2021.
Hon är syster till komikern Aku Hirviniemi.

## Utmärkelser
- Kommendörstecknet av Finlands Lejons orden,  6 december 2022[5]
- Krigsinvalidernas förtjänstkors[6]

[Redigera Wikidata]